# Robert I av Artois
Robert I av Artois, född 1216, död 1250, var en fransk prins. 
Han var regerande greve av Artois 1237-1250. 